# Pragmatique sanction de 1776
 (mars 2015).
Si vous disposez d'ouvrages ou d'articles de référence ou si vous connaissez des sites web de qualité traitant du thème abordé ici, merci de compléter l'article en donnant les références utiles à sa vérifiabilité et en les liant à la section « Notes et références ».
La pragmatique sanction de 1776, dont le titre complet est « pragmatique sanction pour éviter l’abus de contracter des alliances inégales » (en espagnol : Pragmática Sanción para evitar el abuso de contraer matrimonios desiguales), est un texte juridique espagnol sanctionné par le roi Charles III, le 23 mars 1776.
Entre la sanction du texte par Charles III et la constitution espagnole de 1978, il constitue la norme suprême sur la question de matrimonialité dynastique au sein de la famille royale.